# Synagogue de la Rose d'Or de Lviv
La Synagogue de la Rose d'Or  est un bâtiment classé de la ville de Lviv en Ukraine.

## Historique
Elle a été voulue par Yitzhak ben Nachman et bâtie en 1582 par Paulus Italus, architecte venu de Tujetsch en Suisse et c'est la plus ancienne du pays.
Elle a été détruite lors de l'invasion nazie en 1941.

## Images

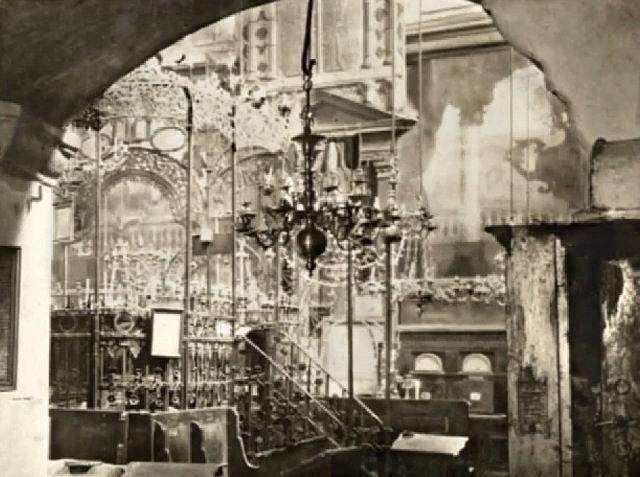
L'intérieur.
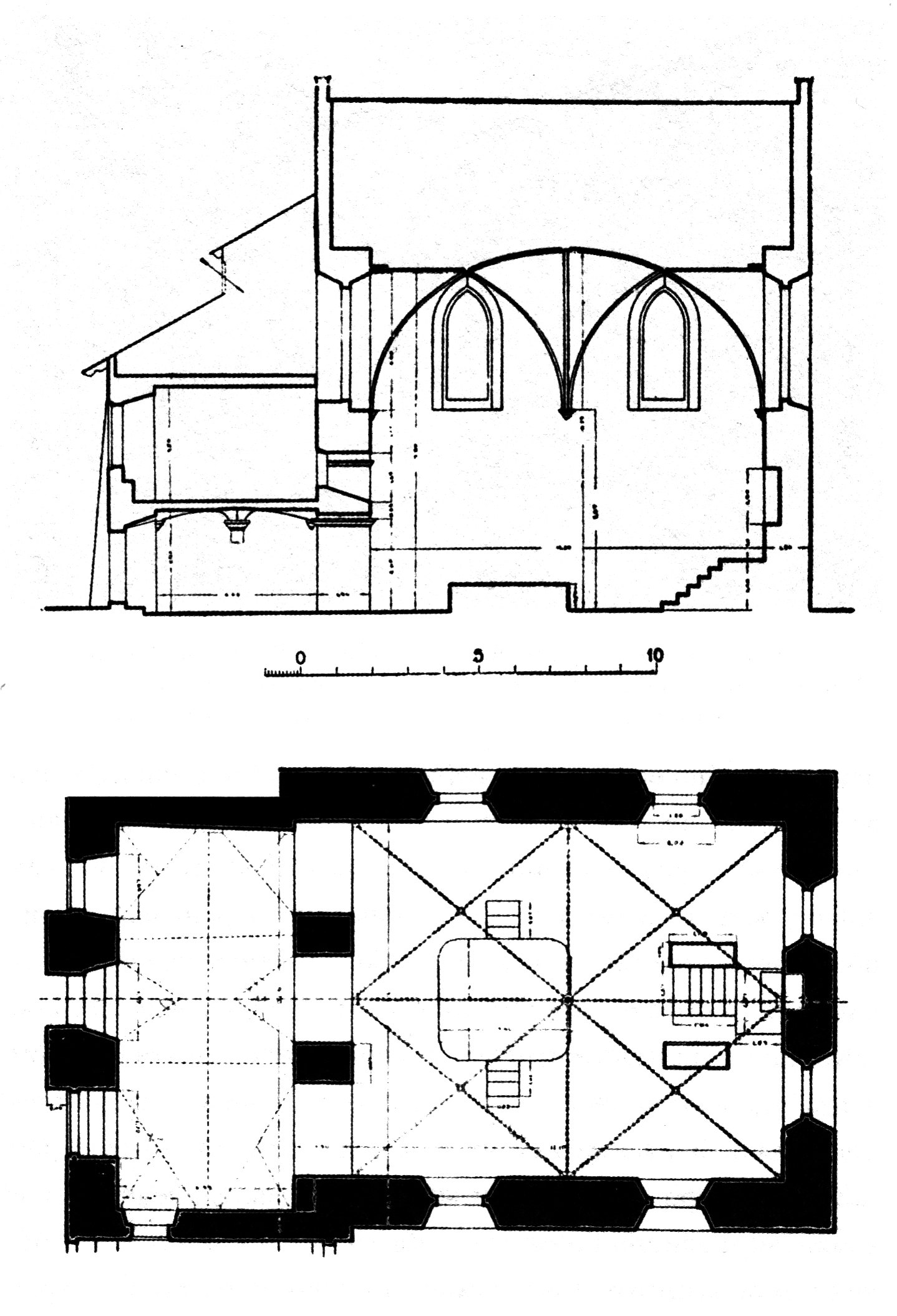
En plan,
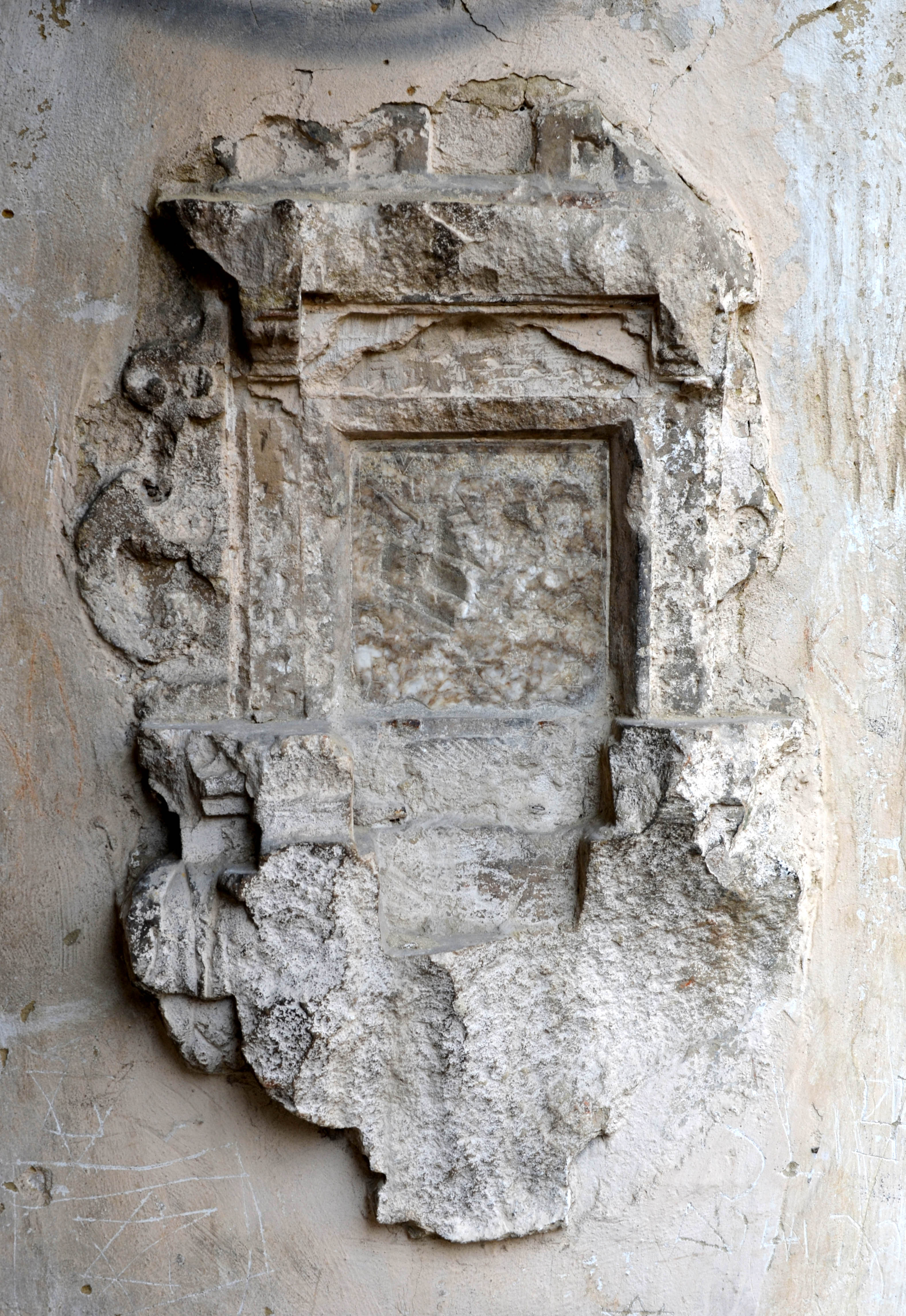
vestige.